# 大野川緑陰道路

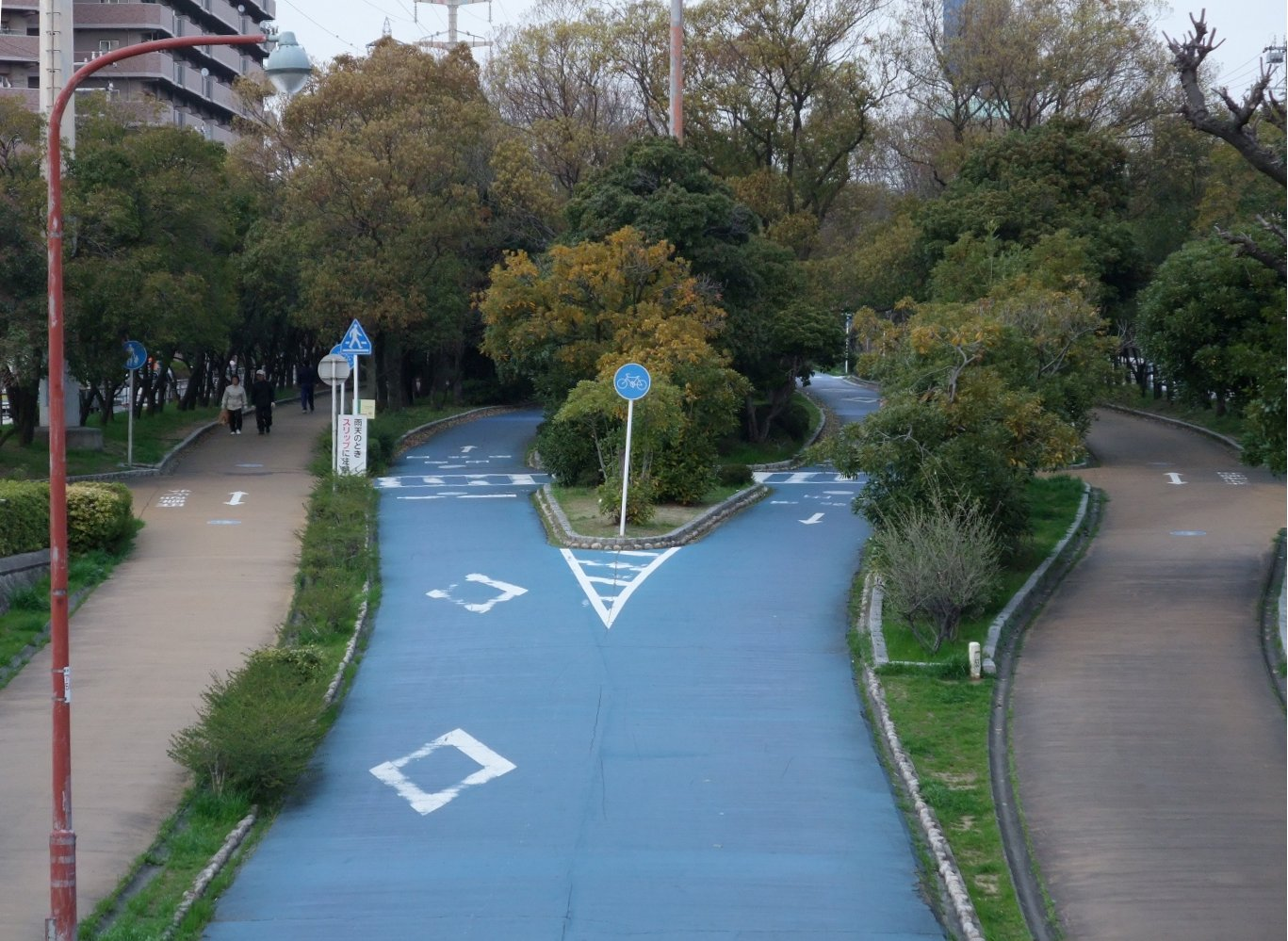
大野川緑陰道路

大野川緑陰道路（おおのがわりょくいんどうろ）とは、大阪市西淀川区歌島二丁目から同区百島二丁目に至る約3.9kmの歩行者・自転車専用道路である。地図等では大野川遊歩道の通称で表記されることが多い。他に大野川自転車歩行者専用道路とも表記される。
歩行者専用道路と自転車専用道路に分離され、ほとんどの場所で自転車道２レーン、歩行者道２レーンの計４レーンの構造になっている。もともとは、神崎川と新淀川を結ぶ大野川、および中島大水道であった。このため、交差する道路とはほぼ完全に立体交差が施されている。

## 歴史
かつてこの地を流れていた大野川は、地域の舟運や治水などに利用されてきた。しかし時代が下ると工場排水によって河川の汚濁が目立つようになり、環境改善として1971年から1972年にかけて埋め立てられた。
大阪市は埋め立てに先立つ1968年3月、川を埋め立てた跡地に高速道路を建設する計画を発表した。しかし西淀川区では当時すでに、公害問題・大気汚染問題が深刻な社会問題になっていた。そのため「公害がさらに悪化することにつながる」として、高速道路建設計画に反対する住民運動が起こった。運動の中で住民らは、大野川を埋め立てた跡地を緑地帯にするよう求めていた。住民の声を受けて大阪市は高速道路建設計画を白紙撤回し、大野川緑陰道路が建設されることになった。緑陰道路は1979年に完成した。
西淀川区内の小中学校教員や西淀川公害訴訟の関係者らは、大野川緑陰道路の自然を生かした環境教育、および大野川に関する地域史や緑陰道路建設経過についての学習教材の作成を企画した。研究の末、小学生向け副読本「西淀川の自然と歴史にふれあおう 地域の宝大野川緑陰道路」を2008年に発行した。

## 参考資料
- 『西淀川今昔写真集 -西淀川区制70周年記念-』西淀川区制70周年記念事業実行委員会/編集　西淀川区制70周年記念事業実行委員会、1995年7月
- 『大阪春秋 -大阪の歴史と文化と産業と-通巻90号 西淀川』大阪春秋社、1998年3月
- 『西淀川区まちづくりレポート-緑と水にふれあうまち-』都市設計総合研究所/編集　大阪市西淀川区役所企画総務課、2001年3月